# شهاب عادلی
شهاب عادلی (زادهٔ ۳۰ دی ۱۳۷۵؛ تهران) بازیکن فوتبال اهل ایران است که در پست دروازه‌بان بازی می‌کند.

## سوابق باشگاهی و ملی
و همچنین در تیم ملی فوتبال جوانان ایران حضور داشته‌است و در جام جهانی جوانان ۲۰۱۷ به میدان رفته است.

## افتخارات
سپاهان
- لیگ برتر نایب‌قهرمانی (۱): ۱۳۹۸-۱۳۹۷

نساجی
- جام حذفی (۱): ۰۱–۱۴۰۰